# Большой Дуб
Большо́й Дуб — мемориальный комплекс в Железногорском районе Курской области на месте посёлка Большой Дуб, уничтоженного немецкими оккупантами 17 октября 1942 года в ходе карательной операции «Белый Медведь».

## География
Расположен в 7 км от Железногорска, по левую сторону автомобильной дороги из Железногорска в Михайловку. Ближайшие населённые пункты — посёлки Каменец и Золотой. Располагавшийся поблизости посёлок Звезда был также уничтожен немцами в ходе карательной операции.

## История
Посёлок Большой Дуб был основан в 1924 году переселенцами из села Разветье. Получил название в честь 600-летнего дуба, находившегося в центре посёлка. Здесь по вечерам устраивали посиделки старики, играли дети и молодёжь. Распространёнными фамилиями в Большом Дубе были: Воронины, Кондрашовы, Мясюговы, Федичкины. По состоянию на 17 декабря 1926 года в посёлке было 9 дворов, проживал 51 человек (31 мужчина и 20 женщин). В то время Большой дуб входил в состав Веретенинского сельсовета Долбенкинской волости Дмитровского уезда Орловской губернии. В 1928 году вошёл в состав Михайловского (ныне Железногорского) района. Население Большого Дуба было преимущественно молодого возраста. В 1937 году в посёлке было 14 дворов. К моменту уничтожения в 1942 году число дворов оставалось прежним. До начала Великой Отечественной войны жители посёлка работали в колхозе «Золотой». Михайловский район, на территории которого находился Большой Дуб, был оккупирован в октябре 1941 года. Многие мужчины и подростки из этой местности, не попавшие на фронт, сразу после оккупации ушли в партизаны: на территории района было много лесов. Однако за успех партизанских операций и сотрудничество с Первой курской партизанской армией поплатились жизнями мирные жители.

## Трагедия
Зачастую свою роль в выборе деревни для уничтожения играли местные жители, сотрудничавшие с немцами. Некоторые из работавших на немцев сообщали односельчанам о готовящейся расправе и люди уходили в лес. Таким образом были спасены, например, жители посёлков Золотой и Медовый Михайловского района. Накануне трагедии один из жителей Большого Дуба, сотрудничавший с немцами, вывез из посёлка свою семью, но односельчанам ничего не сказал. Впоследствии он отсидел 25 лет в лагерях за связи с немцами, после освобождения несколько раз посещал музей «Большой Дуб», раскаивался, оставлял там свои записи.
Утром 17 октября 1942 года карательный отряд прибыл в посёлок: часть немцев быстро зашла в Большой Дуб, другая часть окружила посёлок. Немцы выгоняли жителей из домов, всех сгоняли в центр посёлка, к хате семьи Антоненковых. Каратели расстреливали местных жителей в упор из автоматов. Всего было убито 44 человек, из которых было 26 детей, а пятерым погибшим не было и года. После расправы нацисты подожгли дома посёлка, облили бензином и также подожгли тела убитых. Через 5 дней после уничтожения посёлка из слободы Михайловки немцы пригнали подростков, чтобы похоронить погибших. Дерево Большой дуб, давшее имя посёлку, было облито у основания бензином и также подожжено. В полуобгоревшем виде оно простояло ещё 15 лет. Его сломала сильная буря осенью 1958 года.

## Кладбище
Рядом с мемориальным комплексом находится кладбище «Большой Дуб», которое являлось основным кладбищем Железногорска с конца 1970-х до конца 2000-х годов. В 1990-е годы на территории кладбища началось строительство часовни, которое так и не было завершено.